# Списък с епизоди на „Арабела“ (сериал)
Това е списъкът на излъчените в България на сериала Арабела. Епизодите са 13, като има продължение от 26 епизода, известни под заглавието Арабела се завръща.

## Списък с епизоди на Арабела
| №  | Заглавие на епизода                         |
| -- | ------------------------------------------- |
| 1  | „Как господин Майер намери звънчето“        |
| 2  | „Отмъщението на Румборак“                   |
| 3  | „Петър и принцесата“                        |
| 4  | „Дакелът Карл Майер“                        |
| 5  | „Бягството на Арабела“                      |
| 6  | „Изчезването на Петър“                      |
| 7  | „Приказките отиват на боклука“              |
| 8  | „Хензел и Гретел“                           |
| 9  | „Цивилизацията си иска своето“              |
| 10 | „Големият късмет на Румборак“               |
| 11 | „Твърде много генерали“                     |
| 12 | „Намесата на гълъбицата“                    |
| 13 | „Със звънче започна и със звънче ще свърши“ |